# Матерский, Эдвард Генрик
Эдвард Ге́нрик Мате́рский (пол. Edward Henryk Materskí, 6 января 1923 года, Вильно, Польша — 24 марта 2012 года, Радом, Польша) — католический епископ, епископ Сандомира с 6 марта 1981 года по 25 марта 1992 год, первый епископ Радома с 25 марта 1992 года по 28 июня 1999 год.

## Биография
20 мая 1947 года Эдвард Генрик Матерский был рукоположён в священника епископом Кельце Чеславом Качмареком. Служил в епархии Белостока. C 1951 по 1953 года обучался на теологическом факультете Люблинского католического университета. В 1955 году защитил диссертацию на соискание научного звания доктора наук в Академии католического богословия в Варшаве. Будучи в Варшаве, был секретарём епископа Чеслава Качмарека, который в то время находился в заключении.
29 октября 1968 года Римский папа Павел VI назначил Эдварда Генрика Матерского вспомогательным епископом епархии Кельце и титулярным епископом Акве-Сиренси. 22 декабря 1968 года состоялось рукоположение Эдварда Герика Матерского в епископа, которое совершил архиепископ Варшавы кардинал Стефан Вышинский в сослужении с епископом Кельце Яном Ярошевичем и вспомогательным епископом епархии Седльце и титулярным епископом Зоары Вацлавом Скоморухой.
6 марта 1981 года Римский папа Иоанн Павел II назначил Эдварда Генрика Матерского епископом Сандомира. 25 марта 1992 года был назначен епископом Радома.
В 1987 году основал в Радоме Высшую духовную семинарию.
Подал в отставку 28 июня 1999 года.
Скончался 24 марта 2012 года в городе Радом и был похоронен на католическом кладбище.

## Награды
- Командорский крест Ордена Возрождения Польши (2007 г.)[2];
- Медаль «Pro Memoria».